# Viaplay
Viaplay ist eine ursprünglich nordische Streamingplattform des schwedischen Medienunternehmens Nordic Entertainment Group, einer Ausgründung der Modern Times Group. Aktuell ist die Streamingplattform in elf Ländern jeweils mit lokalen Versionen verfügbar, darunter gehören die fünf nordischen Staaten Schweden, Norwegen, Dänemark, Finnland und Island sowie die baltischen Staaten Estland, Lettland und Litauen. Zudem ist die Plattform seit August 2021 in Polen, seit Dezember 2021 in den Vereinigten Staaten, seit März 2022 in den Niederlanden und seit 1. November 2022 im Vereinigten Königreich verfügbar.
Seit dem 22. Oktober 2024 ist Viaplay kostenpflichtig als Amazon Prime Channel in Deutschland verfügbar. Gezeigt werden bekannten Inhalte und Erstveröffentlichungen auf dem deutschen Markt, letztere in den Originalsprachen mit u. a. deutschen Untertiteln.

## Geschichte
Der Streamingdienst wurde im März 2007 unter dem Namen Viasat OnDemand mit Sport- und Filmangeboten in Schweden, Norwegen und Dänemark eröffnet. Im März 2011 wurde der Dienst in Viaplay umbenannt und umstrukturiert.
Von Ende Juli 2016 bis Mitte September 2018 gab es lokale Versionen in Estland, Lettland und Litauen. Mit dem Verkauf der baltischen Mediensparte der Nordic Entertainment Group im Oktober 2017, betreibt seither die baltischen Versionen Viaplays das neu gegründete lettische Unternehmen All Media Baltics. Im September 2018 wurde das baltische Viaplay in TVPlay Premium umbenannt. Anfang Dezember 2019 gab es eine erneute Umbenennung in Go3.
Ende Oktober 2018 ist die finnische Version von Viaplay gestartet. Seit Anfang April 2020 ist die Streamingplattform ebenfalls in Island verfügbar.
Ende 2020 wurde bekannt, dass die Nordic Entertainment Group eine Internationalisierung der Streamingplattform plant. Bis 2023 soll Viaplay in mindestens 15 Ländern verfügbar sein. Infolgedessen starteten Anfang März 2021 in Estland, Lettland und Litauen erneut eigene lokale Versionen und somit ist Viaplay nach dem Verkauf 2017/18 wieder in den Baltischen Ländern verfügbar. Am 3. August 2021 wurde Viaplay in Polen, am 15. Dezember 2021 in den Vereinigten Staaten und am 1. März 2022 in den Niederlanden gelauncht. Im Juli 2022 erwarb die Viaplay Group den britischen Pay-TV-Kanalbetreiber Premier Sports und benannte ihn bis zum 1. November 2022 unter dem Namen Viaplay um und ist seitdem auf dem britischen Markt vertreten.

## Inhalt
Neben nationalen und internationalen Filmen und Serien beinhaltet die Streamingplattform Sport- und Kinderinhalte per Video-on-Demand zu festen monatlichen Preisen. Seit September 2016 werden unter Viaplay Original eigenproduzierte Inhalte vermarktet. Die erste Eigenproduktion ist die schwedische Dramaserie Swedish Dicks.

### Eigenproduktion (Auswahl)
| Zeitraum  | Titel                                                 | Typ/Genre              | Produktionsland/-länder | Folgen in Staffeln | Anmerkung |
| --------- | ----------------------------------------------------- | ---------------------- | ----------------------- | ------------------ | --------- |
| 2016–2018 | Swedish Dicks                                         | Fernsehserie, Dramedy  | Schweden                | 20 in 2 Staffeln   |           |
| seit 2017 | Alex                                                  | Fernsehserie, Krimi    | Schweden                | 12 in 2 Staffeln   |           |
| 2017–2020 | Occupied – Die Besatzung (Staffel 2–3)                | Fernsehserie, Drama    | Norwegen                | 24 in 3 Staffeln   |           |
| seit 2018 | Advokaten                                             | Fernsehserie, Thriller | Schweden, Dänemark      | 18 in 2 Staffeln   |           |
| seit 2018 | Small Town Criminals – Vollzeiteltern, Teilzeitgauner | Fernsehserie, Krimi    | Dänemark                | 18 in 2 Staffeln   |           |
| seit 2018 | Svenska fall                                          | True-Crime-Reihe       | Schweden                | 31 in 5 Staffeln   |           |
| seit 2019 | Darkness – Schatten der Vergangenheit                 | Fernsehserie, Krimi    | Dänemark                | 16 in 2 Staffel    |           |
| seit 2020 | Ambassadøren                                          | Fernsehserie, Dramedy  | Schweden                | 10 in 1 Staffel    |           |
| seit 2020 | The American Runestone                                | Dokumentationsreihe    | Schweden                | 12 in 2 Staffeln   |           |
| seit 2020 | Blutsbande (Staffel 3)                                | Fernsehserie, Drama    | Schweden, Finnland      | 27 in 3 Staffeln   |           |

## Geräteunterstützung
Der Streamingdienst ist über die Betriebssysteme und Softwares Windows, macOS, iOS, Android, Chromecast und Apple TV, über die Spielkonsolen PlayStation 3, PlayStation 4, Xbox 360 und Xbox One sowie über Smart TV nutzbar.